# غابرييلي فالوبيو
غابرييلي فالوبيو (بالإيطالية: Gabriele Falloppio)، وكثيرًا ما يُعرف باسمه اللاتيني فالوبيوس (باللاتينية: Fallopius) ـ (1523 ـ 9 أكتوبر 1562) هو طبيب إيطالي، يعد واحدًا من أبرز علماء التشريح والأطباء في القرن السادس عشر الميلادي.

## حياته
نشأ فالوبيو في مودينا. توفي والده مبكرًا، ولكن بفضل دعم أقاربه الأثرياء، تمتع بتعليم إنساني شامل في مودينا، وتعلم اللاتينية واليونانية وانتقل إلى الدائرة المحلية للباحثين الإنسانيين. كان لعدة سنوات في خدمة الكنيسة، من بين أمور أخرى كمسؤول في كاتدرائية مودينا، لكنه سرعان ما تحول إلى الطب. وفي عام 1544، أجرى تشريحًا عامًا في مودينا. وفي عام 1545، على أبعد تقدير، بدأ دراسة الطب في جامعة فيرارا، التي كانت في ذلك الوقت إحدى أفضل كليات الطب في أوروبا. وهناك أيضًا حصل بعد ذلك بكثير -في عام 1552- عندما كان أستاذًا في بادوفا، على درجة الدكتوراه في الطب تحت إشراف أنطونيو موسى براسافولا. قام بتدريس النباتات الطبية في فيرارا، لكنه لم يكن أستاذًا لعلم التشريح هناك، كما يزعم أحيانًا. كما أنه لم يكن أبدًا تلميذًا شخصيًا لأندرياس فيزاليوس كما يقال غالبًا بشكل خاطئ (لقد أطلق على نفسه صراحة اسم تلميذ فيزاليوس بمعنى أنه قرأ أعماله فقط). وفي عام 1548، تولى رئاسة قسم التشريح في جامعة بيزا. دعي في عام 1551 لشغل كرسي التشريح والجراحة في جامعة بادوا، كما ألقى محاضرات في النباتات الطبية أو علم النبات. في بادوفا، شارك منزله على مدار سنوات مع عالم النبات الألماني ملكيور فيلاند، الأمر الذي أثار بعض الشكوك حول طبيعة علاقتهما وجعل فالوبيو متورطًا في جدل فيلاند اللاذع مع عالم النبات سريع الغضب بيترو أندريا ماتيولي. كان فالوبيو معلمًا مشهورًا جدًا ولديه العديد من الطلاب. كما أدار ممارسة طبية وجراحية واسعة النطاق وأخذ طلابه معه حتى يتمكنوا من التعلم منه. توفي في بادوا في أكتوبر 1562، ولم يكن عمره حتى 40 عامًا. وبالتالي، فإن خططه الخاصة بإعداد كتاب تشريحي مصور رئيسي لم تتحقق أبدًا.

## مساهماته

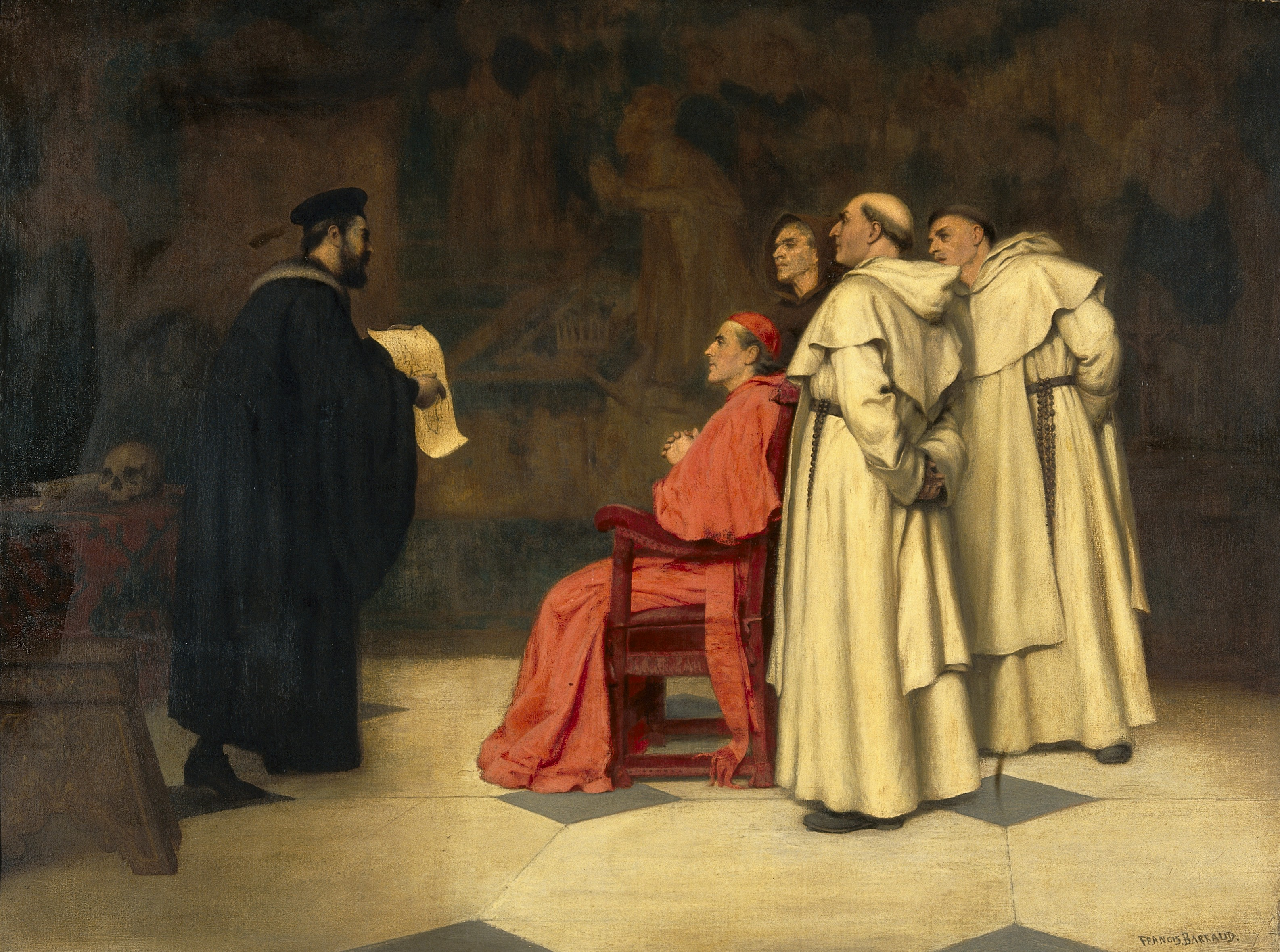
أبرييل فالوبيوس يشرح أحد اكتشافاته للكاردينال دوق فيرارا

نشر فالوبيو عملًا رئيسيًا واحدًا فقط خلال حياته، وهو الملاحظات التشريحية، والذي صدر لأول مرة في عام 1561. وهنا قدم العديد من اكتشافاته التشريحية الجديدة، مصححًا وموسعًا لأعمال جالينوس وفيزاليوس. أشارت بعض النتائج التي توصل إليها إلى الرأس والدماغ. لقد أضاف الكثير إلى ما كان معروفًا من قبل عن الأذن الداخلية، ووصف طبلة الأذن بالتفصيل وعلاقتها بالحلقة العظمية التي تقع فيها. كما وصف بدقة النوافذ الدائرية والبيضاوية (fenestræ) واتصالها مع الدهليز والقوقعة. وكان أول من أشار إلى العلاقة بين الخلايا الخشاءية والأذن الوسطى. كان وصفه للقنوات الدمعية في العين بمثابة تقدم ملحوظ عن وصف أسلافه، كما قدم وصفًا تفصيليًا للعظم الغربالي وخلاياه في الأنف. القناة المائية فالوب، القناة التي يمر من خلالها العصب الوجهي بعد خروجه من العصب السمعي، سميت أيضًا باسمه. كما وصف أيضًا فجوة فالوب، وهي فتحة في الجزء الأمامي العلوي من العظم الصخري.
وكانت مساهماته في تشريح العظام والعضلات ذات قيمة كبيرة أيضًا. واكتشف، من بين أمور أخرى، العضلة التي ترفع الجفن العلوي. درس الأعضاء التناسلية عند الجنسين، وأعطى أول وصف دقيق للأنبوب الرحمي الذي يمتد من المبيض إلى الرحم ويحمل اسمه حتى يومنا هذا. وكان أول من وصف الصمام اللفائفي الأعوري، الذي يمنع ارتداد البراز من القولون إلى الأمعاء الدقيقة، وأظهر وظيفته لطلابه. كما أنه كان أول من تعرف على الأوعية الموجودة في البطن والتي سميت فيما بعد باللبنات بسبب مظهرها اللبني بعد الوجبات.
وكانت مساهماته في الطب العملي مهمة أيضًا. وكان أول من استخدم المنظار السمعي لتشخيص وعلاج أمراض الأذن، وما تزال كتاباته في المواضيع الجراحية محل اهتمام. وبعد وفاته، نشر بعض طلابه محاضراتهم، خاصة عن القروح والأورام ومستحضرات التجميل الطبية وغيرها من الموضوعات الجراحية وعن علم النبات والمياه المعدنية. وصف فالوبيو أيضًا في محاضراته، حوالي عام 1555، غمدًا من الكتان كان قد نقع سابقًا في مواد طبية ثم جفف، وأشاد به بعض المؤلفين باعتباره مخترع الواقي الذكري. ومع ذلك، لا ينبغي استخدام الغمد أثناء الجماع. وكان على الرجل الذي جامع امرأة يشتبه في إصابتها بالمرض الفرنسي أو الزهري أن يضع الغمد على حشفة القضيب بعد الجماع ويتركه هناك عدة ساعات لتدمير المادة المعدية التي قد تكون دخلت الجلد. أخذ بعض المؤلفين ادعاء فالوبيو على محمل الجد - وهو أمر خيالي بشكل واضح - بأنه اختبر هذا الغمد على ألف رجل أو أكثر.

## روابط خارجية
- غابرييلي فالوبيو على موقع الموسوعة البريطانية (الإنجليزية)
- غابرييلي فالوبيو على موقع إن إن دي بي (الإنجليزية)